# Pierre-Henri Teitgen
Pierre-Henri Teitgen (* 29. Mai 1908 in Rennes; † 6. April 1997 in Paris) war ein französischer Jurist, Professor und Politiker. Er war von 1945 bis 1958 Abgeordneter in der Nationalversammlung und von 1952 bis 1956 Vorsitzender der christdemokratischen Partei Mouvement républicain populaire (MRP). Zwischen 1944 und 1956 hatte er jeweils kurzzeitig verschiedene Ministerämter inne, darunter Justiz- und Verteidigungsminister sowie Minister für die Überseegebiete, mehrmals war er auch stellvertretender Premierminister. Unter seiner Federführung entstand 1948–1950 die Europäische Menschenrechtskonvention.

## Leben
Sein Vater Henri Teitgen war vor und gegen Ende des Zweiten Weltkriegs der Vorsitzende Richter des Berufungsgerichts («Cour d’appel») in Nancy. Er ging auf das Collège Saint-Sigisbert in Nancy und studierte an der Universität Nancy Rechtswissenschaften. Im Oktober 1934 wurde er im Alter von 27 Jahren zum Doktor des Öffentlichen Rechts an der Universität von Nancy promoviert. Er wurde 1935 für eine Professur an die Fakultät für Rechtswissenschaft in Nancy berufen und übte von 1946 bis 1961 in Rennes neben seinen politischen Ämtern ebenfalls eine Jura-Professur aus. 1936 gründete er mit seinem Kollegen Francis Menthon die juristische Zeitschrift Droit Social (Arbeitsrecht).
Teitgen war mit Jeanne Fonlupt, der Tochter eines Rechtsanwalts in Straßburg, verheiratet und hatte mit ihr sieben Kinder.

## Politisches Leben

### Abgeordneter
In den Kriegsjahren ab 1940 spielt er eine wichtige Rolle bei der Résistance gegen die deutsche Besatzung. Von 1945 bis 1958 saß er als Abgeordneter der christlich-demokratischen Partei der „Volksrepublikaner“ (Mouvement républicain populaire, MRP) im französischen Parlament, von 1952 bis 1956 war er deren Parteivorsitzender.

### Minister
Teitgen war unter Charles de Gaulle vom 9. November 1944 bis zum 30. Mai 1945 Informationsminister. In dieser Zeit beteiligte er sich auf Veranlassung de Gaulles an der Gründung der Tageszeitungen Le Monde in Paris und von Ouest-France in Rennes. Sein Vater Henri Teitgen schrieb Beiträge für den Ouest-Eclair bereits vor dem Krieg. Vom 30. Juni 1945 bis 20. Januar 1946 war er Justizminister, dieses Amt hatte er auch in den Regierungen Félix Gouin und Georges Bidault inne. Zu seinen Aufgaben in diesem Amt gehörte die Organisation der Prozesse gegen die Angehörigen des Vichy-Regimes sowie gegen die Kollaborateure mit den deutschen Besatzern. Im umgestalteten Kabinett Paul Ramadier war er vom 9. Mai bis 22. Oktober 1947 Staatsminister, bevor er zum Verteidigungsminister ernannt wurde, was er auch im Kabinett Robert Schuman zum 20. Juli 1948 blieb, ehe er unter Bidault vom 28. Oktober 1949 bis 24. Juni 1950 wieder Staatsminister und Beauftragter für Information wurde. In der Regierung Faure war er schließlich Minister für die französischen Überseegebiete. Während seiner Ministerkarriere war er dreimal Vize-Regierungschef und zwar vom 28. Januar bis 19. November 1947 (Ramadier-Kabinett), vom 16. Juli 1948 bis 26. August 1948 (Kabinett André Marie) und vom 28. Juni 1953 bis 12. Juni 1954 (Kabinett Joseph Laniel).

### Die Menschenrechtskonvention
Pierre-Henri Teitgen war einer der führenden Personen von etwa 700 Politikern, die vom 7. bis 10. Mai 1948 in Den Haag tagten, um den Europakongress als „Manifestation der europäischen Einigungsbewegung“ zu beschließen. Sie forderten auf dem Kongress die politische Einheit Europas, Schaffung eines Europarates und einer europäischen Menschenrechtskonvention.
Die am 10. Mai 1948 in Den Haag beschlossene Kommission legte dem Rat der Europäische Bewegung International am 25. Februar 1949 in Brüssel einen Bericht vor. Auf Grund der Allgemeine Erklärung der Menschenrechte von den Vereinten Nationen im Dezember 1948, bezog sich der Beschluss der Konferenz in Brüssel auf diese Charta. Ein internationaler Rechtsausschuss unter dem Vorsitz Pierre-Henri Teitgens und der Berichterstattung von Sir David Maxwell Fyfe erarbeitete die in Den Haag beschlossene Forderung.
Die erste Beratung des Europarats im Plenum fand am 19. August 1949 statt. Nach dem Wunsch des Präsidenten des Ministerkomitees sollte die BV in ihrer Arbeit besonderes Gewicht auf die Definition der Grundrechte legen. Teitgen und Fyfe bestanden jedoch auf ihrer Idee, zuerst den geltenden Bestand der national gewährten Grundrechte international zu schützen. Zu den Vorarbeiten trat der Rechts- und Verwaltungsausschuss zum ersten Mal am 22. August 1949 zusammen. Teitgen wurde zum Berichterstatter bestellt, der frühere Berichterstatter des internationalen Rechtsausschusses Fyfe zum Vorsitzenden ernannt. Als Begründung für den Verzicht auf eine Kodifikation führte Teitgen an, dass ein solches Vorhaben nicht zu improvisieren wäre, sondern Ergebnis einer vieljährigen Rechtsübung sein müsse.
Der Ausschuss beendete seine beratende Tätigkeit nach 14 Sitzungen am 5. September 1949 und Teitgen legte dessen Ergebnisse vor. Am 7. und 8. September 1949 wurde der Teitgen-Bericht im Plenum der Beratenden Versammlung diskutiert. Zwar wurden vereinzelt Befürchtungen geäußert, dieses System der Anwendung des jeweiligen nationalen Rechts durch den Gerichtshof mit einer vagen international-rechtlichen Grenze mache die ganze Garantie illusorisch. Teitgen setzte sich jedoch durch, unterstützt von anderen Abgeordneten, die ebenfalls rasch ein Ergebnis erzielen wollten.
Neun der nun zwölf Grundrechte des Teitgen-Berichts wurden ohne Kommentar vom Plenum angenommen. Die EMRK ist der fünfte völkerrechtliche Vertrag, der im Rahmen des Europarats geschlossen wurde. Er wurde am 4. November 1950 in Rom von den meisten Europäischen Staaten unterzeichnet.

## Juristische Laufbahn
1958 widersetzte er sich der Rückkehr de Gaulles ins Präsidentenamt. Er verlor 1958 sein Abgeordnetenmandat für das bretonische Département Ille-et-Vilaine, das er seit 1946 innehatte. Daraufhin beschränkte er seine Ambitionen wieder auf eine akademische Laufbahn als Jura-Professor an der Universität Rennes und danach in Paris, Sorbonne. Er blieb ein einflussreicher Politiker im christdemokratischen MRP und schmähte die Fünfte Republik als „Diktatur“. Im November 1977 wurde er als Richter an den Europäischen Gerichtshof für Menschenrechte berufen und übte dieses Amt bis 1982 aus.

## Ehrungen
- Großoffizier der Ehrenlegion
- Ordre de la Libération
- Großkreuz der nationalen Kammer des Verdienstes
- Croix de guerre 1939–1945
- Médaille de la Résistance
- Medaille von Evadés

## Veröffentlichungen
- Die Anwendung des Gemeinschaftsrechts durch die französischen Rechtsprechungen. Brüssel 1965
- Verwaltungskurs europäischen Rechts. Paris 1970
- Gemeinschaftlicher institutioneller Rechtskurs. Struktur und Funktionieren der Gemeinschaften. Paris 1976
- Ursprünge, Zielsetzungen und Natur der Europäischen Gemeinschaften. Paris 1978